# Bydłoniowa
Bydłoniowa (645 m) – szczyt w Paśmie Lubomira i Łysiny. Zlokalizowany jest w bocznym grzbiecie odgałęziającym się na południowy wschód ze zwornika położonego na południe od Patryi (762 m). Na północny zachód od wierzchołka znajduje się zwornik dla odbiegającego ku południowemu zachodowi krótkiego grzbietu Istebnego, podobnie jak sama Bydłoniowa ograniczonego od południa doliną Kasinianki (Kasinki Stoki są przeważnie zalesione, z wyjątkiem południowo-wschodnich zboczy Bydłoniowej i Istebnego). Na północno-wschodnim zboczu liczne przysiółki Kasinki Małej. W masywie Bydłoniowej brak szlaków turystycznych. Poprzez drogi polne można dotrzeć na jej szczyt zarówno od strony Kasinki Małej, jak i Węglówki.
Na szczycie znajduje się tabliczka, palenisko oraz ławka ufundowana przez pobliskiego przedsiębiorcę z Kasinki Małej – Czesława Stożka, który był ambasadorem akcji Odkryj Beskid Wyspowy.
Szczyt Bydłoniowej nie jest zalesiony i pozwala dostrzec pozostałe góry Beskidu Wyspowego – m.in. Lubogoszcz, Śnieżnicę oraz Ćwilin. Przy dobrej widoczności można dostrzec Tatry.
Bydłoniowa wraz z całym Pasmem Lubomira i Łysiny według Jerzego Kondrackiego należy do Beskidu Wyspowego. Na mapach i w przewodnikach turystycznych pasmo to zaliczane jest przeważnie do Beskidu Makowskiego, zwykle jednak opisywane jest właśnie razem z Beskidem Wyspowym.
Przez okolicznych mieszkańców bywa również określana jako Kaniowa Góra. Wynika to z faktu, iż oprócz osiedla Bydłonie, na jej stokach znajduje się również osiedle Kanie.

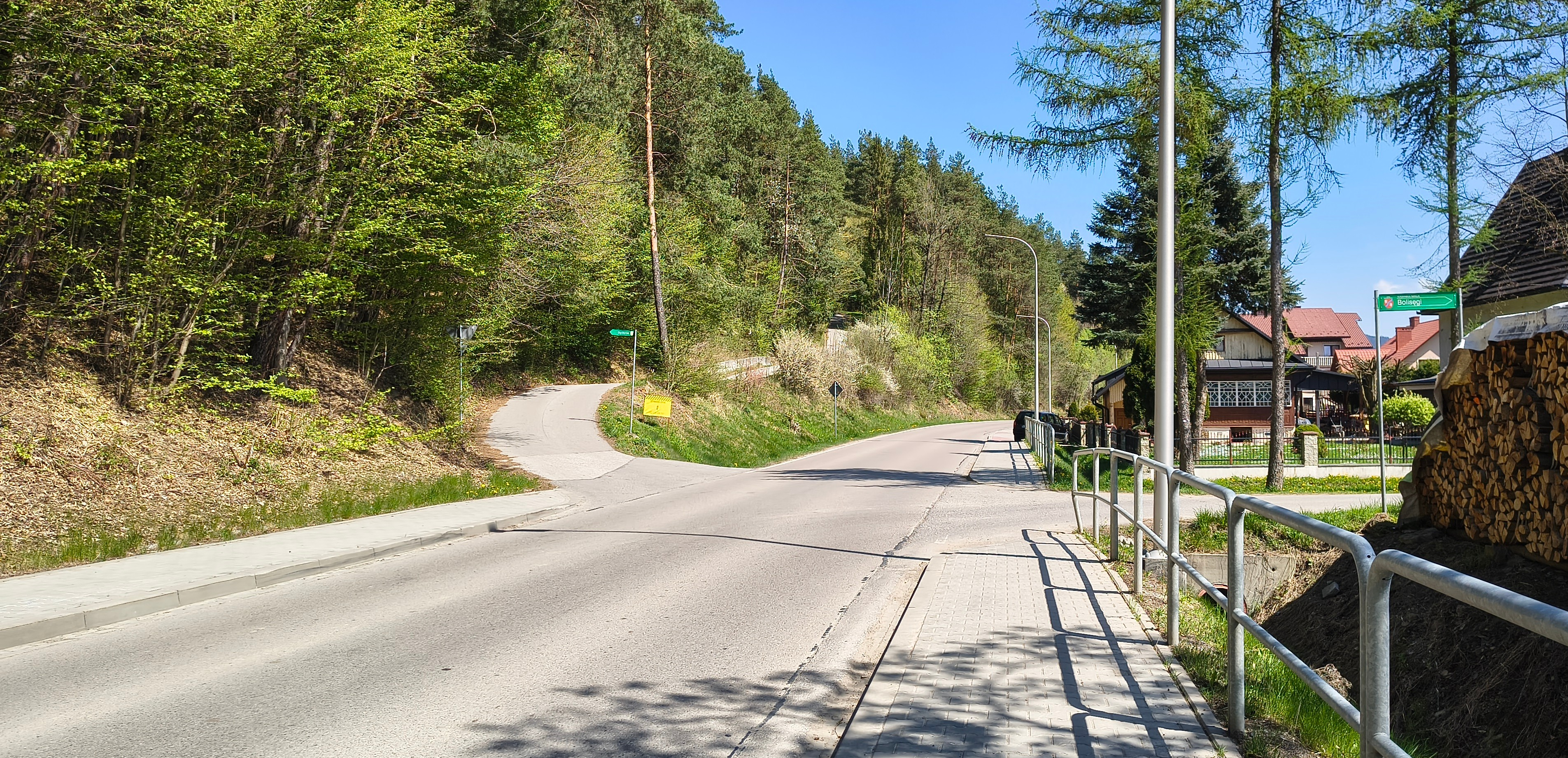
Droga na Bydłoniową (po lewej) od strony Kasinki Małej